# شارون إي. مكاي
شارون إي. مكاي هي كاتبة للأطفال كندية، ولدت في 1954 في مونتريال في كندا.